# Fayer Koch
Fayer Koch  (geboren 1989 in Bielefeld) ist eine nicht-binäre Person, die Dramatik mit Schwerpunkt auf Kinder- und Jugendtheater schreibt.

## Leben
Fayer Koch studierte zunächst Linguistik an der Universität Potsdam und im Anschluss daran Literarisches Schreiben am Deutschen Literaturinstitut in Leipzig. Gelegentlich gab Koch zusammen mit Zinzi Buchanan und der Katapult Performance Plattform Leipzig gescriptete Performances wie zum Beispiel Sick Dreams.
Die Bühnentexte für das Kinder- und Jugendtheater werden vom Rowohlt Theater Verlag verlegt und bekamen Uraufführungen in Magdeburg, Leipzig und Karlsruhe. Das Stück Riesen Probleme gewann 2024 den niederländisch-deutschen Kinder- und Jugenddramatikerpreis Kaas und Kappes. Koch erhielt ein Aufenthaltsstipendium der Roger-Willemsen-Stiftung im Hamburger Künstlerhaus „Villa Willemsen“ und 2025 das Leonhard-Frank-Stipendium zur Förderung zeitgenössischer Dramatik der Stadt Würzburg. Ebenfalls 2025 gewann das Kinderstück T-Rex, bist du traurig? (Steht dein T für Tränen?) den Mülheimer KinderStückePreis.
Koch gibt literaturbezogene Kurse, beispielsweise an den Universitäten Tübingen und Leipzig.
Fayer Koch lebt in Leipzig (Stand Mai 2025).

## Werke
Bühnentextbücher
- 2021: Anorexia Feelgood Songs, Rowohlt Theater Verlag
- 2021: Sick Dreams, zusammen mit Zinzi Buchanan, Lofft Leipzig
- 2024: Riesen Problene, Rowohlt Theater Verlag
- 2024: Wir zwei, Rowohlt Theater Verlag
- 2024: T-Rex, bist du traurig? (Steht dein T für Tränen?), Rowohlt Theater Verlag

Theateruraufführungen
- Anorexia Feelgood Songs UA am 18. September 2021 im Theater Magdeburg, Regie: Juliane Kann
- Riesen Problene UA am 29. September 2024, Badisches Staatstheater Karlsruhe / Junges Staatstheater, Regie: Nele Tippelmann
- Wir zwei, UA am 9. März 2024 im Theater der Jungen Welt Leipzig, Regie: Alice Bogaerts
- T-Rex, bist du traurig? (Steht dein T für Tränen?), UA des Auftragswerks am 6. September 2024 im Theater der Jungen Welt Leipzig, 1 Stunde 15 Minuten, keine Pause, Regie: Benedikt Grubel.[7]

## Auszeichnungen
- 2015: Preis der Jury beim Wettbewerb Poet Bewegt für Das kleinste Sternzeichen der Welt
- 2020: Preis der Jury bei den Tagen der Jungen Dramatik für das Jugendtheater-Stück Anorexia Feelgood Songs (empfohlen: ab 15 Jahren)
- 2022: Shortlist des Deutschen Jugendtheaterpreises für den Bühnentext Anorexia Feelgood Songs
- 2024: 2. Jugendtheaterpreis Baden-Württemberg[8] für das Kindertheater-Stück Wir zwei (empfohlen: ab 10 Jahren)
- 2024: Kaas und Kappes (Niederländisch-Deutscher Kinder- und Jugenddramatikerpreis) für das Kindertheater-Stück Riesen Probleme (empfohlen: ab 6 Jahren)
- 2024: Leonhard-Frank-Stipendium zur Förderung zeitgenössischer Dramatik des Mainfranken Theaters und der Stadt Würzburg Würzburg[9]
- 2025: Mülheimer KinderStückePreis für das Kindertheater-Stück T-Rex, bist du traurig? (Steht dein T für Tränen?) (empfohlen: ab 6 Jahren)

## Belege
1. ↑  Fayer Koch gewinnt Mülheimer KinderStückePreis, WDR, abgerufen am 23. Mai 2025
2. ↑  Sick Dreams von Zinzi Buchanan & Fayer Koch, schauspiel-leipzig.de, abgerufen am 24. Mai 2025
3. ↑  Fayer Koch | Roger Willemsen Stiftung,  rwstiftung.de, abgerufen am 24. Mai 2025
4. ↑  Werkstatt Theater | University of Tübingen. Abgerufen am 25. Mai 2025.
5. ↑  Kurse. In: Fayer Koch. Abgerufen am 25. Mai 2025.
6. ↑  Veröffentlichte Werke von Studierenden des Literaturinstituts jährlich, literaturinstitut.de, abgerufen am 23. Mai 2025
7. ↑  Fayer Kochs Endzeit-Parabel mit glücklicher Patchworkfamilie: Keine Trübsal blasen im Jammertal, nachtkritik-stuecke.de vom 21. Mai 2025, abgerufen am 23. Mai 2025
8. ↑  2. Jugendtheaterpreis Baden-Württemberg, staatstheater.karlsruhe.de, abgerufen am 23. Mai 2025
9. ↑  Leonhard-Frank-Stipendium für Fayer Koch, nachtkritik.de von 20. Dezember 2024, abgerufen am 23. Mai 2025

| Personendaten    | Personendaten        |
| ---------------- | -------------------- |
| NAME             | Koch, Fayer          |
| KURZBESCHREIBUNG | deutscher Dramatiker |
| GEBURTSDATUM     | 1989                 |
| GEBURTSORT       | Bielefeld            |